# 에티오피아양털박쥐
에티오피아양털박쥐(Kerivoula eriophora)는 애기박쥐과에 속하는 박쥐의 일종이다. 에티오피아에서만 발견된다.

## 특징
몸길이 85mm의 작은 박쥐로 전완장은 28~32mm, 꼬리 길이는 32mm, 발 길이는 6.7mm이다. 귀 길이는 13mm이다.

## 생태
참새 둥지에서 포획한 기록이 있다. 먹이는 곤충이다.

## 분포 및 서식지
1877년 에티오피아 북부, 시미엔과 우가라 사이의 벨레가즈 계곡에서 포획한 3점의 표본만이 알려져 있다. 해발 2300m와 3300m 사이의 아르보레아 에리카(Erica arborea)와 레볼루툼물레나물(Hypericum revolutum) 덤불 속에서 서식하는 것으로 추정된다.